# Rue de l'Hermitage (Nantes)
Pour les articles homonymes, voir Rue de l'Hermitage.
La rue de l'Hermitage est une voie de Nantes, en France.

## Situation et accès
Cette voie du quartier Bellevue - Chantenay - Sainte-Anne, pentue, relie le quai Ernest-Renaud et aboutit en impasse aux abords de l'ancienne carrière de Misery qu'elle surplombe. Elle est bitumée et ouverte à la circulation automobile. Sur son tracé, elle rencontre les rues Chevalier-Thiercelin et Alexis-Grassin, le square Commodore-Guiné, l'esplanade Jean-Bruneau, les rues Julienne-David, Jean-de-Crabosse et de Miséry, longe le côté sud-est de la place des Garennes et enfin la rue Lehuédé.
Au niveau de la place des Garennes débouche l'« escalier Sainte-Anne » qui permet de rejoindre le quai Marquis-d'Aiguillon situé en contrebas de la rue. Une statue de sainte Anne, située au sommet de l'escalier, regarde vers la Loire, tournant ainsi le dos à la rue et à la place.

## Origine du nom
La rue doit son nom à un ancien hermitage fondé en 1529 par un franciscain dans un terrain appartenant à la Seigneurie de la Hautière,.

## Historique
Le mardi 2 novembre 1529, un moine franciscain du nom de Gilles Bellyan est autorisé par le seigneur de la Hautière à s'installer en ermite à la pointe de Miséry à l'extrémité ouest de l'artère à l'emplacement de l'actuel « Manoir de l'Hermitage ».
En 1614, l'hermitage est remplacé par un monastère doté d'une chapelle qui est confié à l'un des ordres de la Famille franciscaine, les frères mineurs capucins, appelé ici « petits capucins » (pour ne pas le confondre avec le couvent des grands capucins installé dans le centre de Nantes, rue Neuve-des-Capucins). La place des capucins qui exista à cet endroit marqua leur présence à cet endroit. Trois ans après l'ouverture de ce monastère, on y érige une croix rouge dotée des armes de la ville de Nantes afin de marquer la fin d'une épidémie de peste.
En 1630, on construit un hospice. Les Capucins y sont peu nombreux et leurs effectifs baissent régulièrement en l'espace de quelques décennies : de 12 en 1729, ils ne sont plus que 7 en 1790, si bien que leur monastère est évacué l'année suivante et vendu en 1793.
Le samedi 3 septembre 1661, le roi Louis XIV, en voyage à Nantes, vient visiter l'Ermitage. Afin de faciliter le franchissement du marécage situé entre le quai de la Fosse et le bas de l'Hermitage par le souverain et sa suite, on doit aménager un pont de bois édifié à l'aide de 108 planches et jeté au pied du rocher. Ainsi le monarque arriva au sommet du coteau en ayant emprunté non pas la rue, mais la fameuse rampe du coteau de l’Hermitage. Sur ce coteau, à part des vignes, n’existaient alors que quelques maisons de pêcheurs et quelques moulins. Les habitants se plaignaient régulièrement de l'impraticabilité de la voie surtout au moment des fortes pluies. Ange Guépin précise « qu'on n'y accédait qu'en faisant de longs détours, à travers un terrain marécageux ».
En 1782, Jean-Baptiste Ceineray, architecte-voyer de la ville, redessine ce chemin non carrossable, pour le rendre moins pentu. Néanmoins, en 1787, la seule voie charretière du quartier demeure le « Chemin des Poules », ancien « Chemin de Couëron », devenu de nos jours la rue de la Bourdonnais.
La construction de la ligne de chemin de fer entre Nantes et Saint-Nazaire entraîne la disparition, par un décret du 20 novembre 1858, des passages et ruelles se trouvant sur le côté droit de la rue dans le sens de la montée. Ces venelles très pentues ou dotées d'escaliers aux marches inégales permettaient grâce à une succession de cours (cour des Hervés, cour des Drouains, cour de la Perrière Duval,… ) de rejoindre la rue du Roi-Baco. Les premières démolitions débutent dans les années 1880, tout comme les maisons se trouvant le côté gauche de la chaussée.
L'arrivée du chemin de fer, en 1857, provoque également la disparition de l'oratoire fondé par le frère Bellyan 327 années auparavant.
La disparition des ruelles insalubres de l'Hermitage laisse la place à l'une des plus anciennes cités HLM de la ville, conçue par les architectes Gérard Guénault et Gabriel Guchet. Constitués de six immeubles identiques, ceux-ci offraient aux habitants situés en tête de chacun des bâtiments une vue imprenable sur la Loire et la ville. La cité proposait deux types de logement : « ordinaires » et « améliorés ». La 1re tranche de 100 logements ordinaires fut livrée le février 1938, tandis que les 112 logements améliorés sont terminés en 1939. Trois de ces constructions furent touchées par le bombardement du 13 septembre 1943 durant la Seconde Guerre mondiale, alors que les terrasses des bâtiments B et D accueillirent deux détachements de mitrailleurs de l'armée allemande. Reconstruits, ces immeubles furent de nouveau habitables en 1953,. A l'automne 2018, des travaux de réfection de la rue sont entrepris impliquant notamment l'élargissement des trottoirs.

## Bâtiments remarquables et lieux de mémoire

### Manoir de l'Hermitage
Le manoir de l'Hermitage, bâtiment construit en 1861, à l'emplacement de l'hermitage qui donna son nom à la rue et qui fut lui-même remplacé par le couvent rasé en 1857. Cette habitation, parfois nommée « maison du colonel » dans certains textes sans précisions supplémentaires, est acheté par la ville de Nantes en 1985. La municipalité la loue alors à l'Union Compagnonnique du Tour de France des Devoirs Unis qui y installe un centre de démonstration avant de déménager au manoir de la Hautière en juillet 2005. La ville vend donc le manoir en 2014 pour la somme 495 000 euros à Jean-Yves Guého, patron de « L'Atlantide », un restaurant situé non loin de là dans les locaux de la Chambre de commerce et d'industrie de Nantes et de Saint-Nazaire, quai Ernest-Renaud. Le restaurateur souhaite y faire transférer son établissement afin de lui offrir un cadre plus avantageux. Après d'importants travaux de réhabilitation et d'agrandissement menés sous la vigilance de l'architecte des bâtiments de France, le nouveau restaurant (doté également de quatre chambres d'hôtes) ouvre ses portes le 12 novembre 2015 sous le nom de « L'Atlantide 1874 ». Un belvédère ouvert au public doit aussi y être aménagé,.

### Musée Jules-Verne
Au no 3 de la rue, au sommet de l'« Escalier Sainte-Anne », une maison bourgeoise est construite, entre 1872 et 1878, d'après les plans de l'architecte Ernest-Marie Buron. Acquise en deux temps par la ville de Nantes, en 1965 et 1973, elle accueille, depuis le 8 avril 1978, le musée Jules-Verne consacré au célèbre écrivain.

### Escalier et statue Sainte-Anne
L'escalier Sainte-Anne est réalisé à partir de 1850 pour relier le quartier de l'Hermitage au quai Marquis-d'Aiguillon. En 1851, la statue Sainte-Anne est dressée en haut des marches,.

## Voies secondaires
Hormis l'esplanade Jean-Bruneau située sur le côté sud de la rue, toutes les voies citées ci-dessous se trouvent sur le côté nord et sont bitumées et ouvertes à la circulation automobile depuis le rue du Roi-Baco, mais restent cependant accessibles depuis la rue de l'Hermitage se trouvant en contrebas, grâce à des escaliers. Parmi elles, les cinq premières artères citées ont été aménagées lors de la construction de la « Cité de l'Hermitage » à la fin des années 1930 et rendent hommage à cinq corsaires nantais.

### Rue Chevalier-Thiercelin
Localisation : 47° 12′ 12″ N, 1° 34′ 34″ O
Né en 1768, mort en 1861, le sieur Chevalier-Thiercelin se livra d'abord à la traite des esclaves avant de devenir corsaire. Il arma alors un bateau qu'il baptisa « Le Tiercelet », nom d'un oiseau de proie. Plus tard, il acquiert le château de la Droitière à Mauves-sur-Loire dans lequel il se retira.

### Rue Alexis-Grassin
Localisation : 47° 12′ 11″ N, 1° 34′ 35″ O
Le capitaine Grassin, à la tête du « Général-Ernouf », débarrassa les côtes antillaises de la menace que faisait peser la corvette anglaise la « Barbara » en 1807. Ce fait d'armes, ajouté à bien d'autres, valut à Grassin la croix de la Légion d'honneur le 11 mai 1808. Alexis Grassin mourut le 24 juin 1823.

### Square Commodore-Guiné
Localisation : 47° 12′ 10″ N, 1° 34′ 36″ O

### Esplanade Jean-Bruneau
Localisation : 47° 12′ 09″ N, 1° 34′ 35″ O
Située à la jonction du la rue de l'Hermitage et du quai Marquis-d'Aiguillon, son nom rend hommage au peintre et historien nantais Jean Bruneau (1921-2001), qui résida rue de l'Hermitage. Le square Commandant-Aubin se trouve au sud en contrebas.
L'esplanade accueille deux types de monuments :
- une stèle en mémoire du corsaire nantais Jacques Cassard (1679-1740), œuvre de Jean Bruneau, inaugurée le 13 octobre 1979 par le député-maire de Nantes, Alain Chénard en compagnie d'un détachement de fusiliers marins rendant les honneurs[3].

- deux statues, dont l'une représente Jules Verne enfant assis sur un banc et une autre figurant un des personnages récurrents des romans de l'auteur, le capitaine Nemo, inaugurées le 3 décembre 2005, par le maire Jean-Marc Ayrault, en présence de l'auteur, l'artiste nantaise Élisabeth Cibot[17].

### Rue Julienne-David
Localisation : 47° 12′ 10″ N, 1° 34′ 37″ O
Julienne David, née à Saint-Mars-du-Désert en 1793 et morte à Nantes en 1843, est une femme corsaire française.

### Rue Jean-de-Crabosse
Localisation : 47° 12′ 09″ N, 1° 34′ 38″ O
Né en 1659, mort en 1703. Il fit la chasse aux navires anglais.

### Rue de Miséry
Localisation : 47° 12′ 09″ N, 1° 34′ 39″ O
Son nom fait référence à l'ancienne carrière de Misery située au pied de la butte Sainte-Anne, quai Marquis-d'Aiguillon. Sur sa partie sud la rue, qui se présente sous la forme d'un escalier, longe le square Marcel-Moisan, dans lequel se trouve le planétarium de Nantes. La voie rencontre la rue des Acadiens.